# 金坪镇
金坪镇，是中华人民共和国四川省宜宾市翠屏区下辖的一个乡镇级行政单位。

## 行政区划
金坪镇下辖以下地区：
中心社区、金堂村、金龙村、青叶社区村、金鸽村、中林村、秀才村、菜子村、民强村、一步滩村、高洞村、绍光村、罗家村和青桥村。